# Otto Köhler (Politiker)
Otto Köhler (* 10. März 1897 in Bühnsdorf; † 27. Juni 1960 ebenda) war ein deutscher Politiker (DVP, FDP).

## Leben und Beruf
Nach dem Besuch der Oberrealschule absolvierte Köhler eine landwirtschaftliche Ausbildung. Im Ersten Weltkrieg war er Soldat. Er übernahm 1920 einen eigenen Hof in seinem Geburtsort Bühnsdorf. Neben seiner beruflichen Tätigkeit engagierte er sich ehrenamtlich im landwirtschaftlichen Genossenschaftswesen. Er war von 1929 bis 1933 Provinzialvorsitzender des Land- und Bauernbundes in Schleswig-Holstein. Von 1933 bis 1945 war er Leiter der landwirtschaftlichen Genossenschaftsorganisation in Schleswig-Holstein und Kreisbauernführer im Kreis Segeberg. Wegen seiner Tätigkeit in nationalsozialistischen Organisationen war er von 1945 bis 1948 interniert. Anschließend übernahm er wieder die Bewirtschaftung seines Hofes.

## Politik
In der Weimarer Republik gehörte Köhler der DVP an und war seit 1924 Mitglied des Landesvorstandes in Preußen. Zum 1. März 1933 trat er der NSDAP bei (Mitgliedsnummer 1.503.058). 1955 trat er der FDP bei, in deren Landesvorstand für Schleswig-Holstein er bereits 1956 gewählt wurde. Ab 1957 war Köhler Mitglied des Bundesvorstandes; auch dem Deutschen Bundestag gehörte er von 1957 bis zu seinem Tode an.